# IC 1903/2
IC 1903/2 је елиптична галаксија у сазвијежђу Часовник која се налази на листи објеката дубоког неба у Индекс каталогу.
Деклинација објекта је - 50° 34' 41" а ректасцензија 3h 13m 12,6s. Привидна величина (магнитуда) објекта IC 1903 износи 15,0 а фотографска магнитуда 16,0. IC 19032 је још познат и под ознакама ESO 199-24, PGC 11990.